# Палау на Летњим олимпијским играма 2024.
Палау је учествовао на Летњим олимпијским играма 2024. у Паризу од 26. јула до 11. августа 2024. године. Ово је седми узастопни наступ нације на Летњим олимпијским играма.

## Учесници по спортовима
| Спорт    | Мушкарци | Жене | Укупно |
| -------- | -------- | ---- | ------ |
| Атлетика | 0        | 1    | 1      |
| Пливање  | 1        | 1    | 2      |
| 2 спорта | 1        | 2    | 3      |

## Атлетика
| Атлетичарка      | Дисциплина | Квалификације | Квалификације | Финале            | Финале            |
| Атлетичарка      | Дисциплина | Резултат      | Пласман       | Резултат          | Пласман           |
| ---------------- | ---------- | ------------- | ------------- | ----------------- | ----------------- |
| Сиднеј Франсиско | Жене 100 м | 13.15         | 29            | Није се пласирала | Није се пласирала |

## Пливање
| Пливач(ица) | Дисциплина              | Група | Група   | Полуфинале        | Полуфинале        | Финале            | Финале            |
| Пливач(ица) | Дисциплина              | Време | Пласман | Време             | Пласман           | Време             | Пласман           |
| ----------- | ----------------------- | ----- | ------- | ----------------- | ----------------- | ----------------- | ----------------- |
| Џион Хосеj  | Мушкарци, 50 м слободно | 25.67 | 53      | Није се пласирао  | Није се пласирао  | Није се пласирао  | Није се пласирао  |
| Јури Хосеj  | Жене, 50 м слободно     | 30.52 | 64      | Није се пласирала | Није се пласирала | Није се пласирала | Није се пласирала |